# Nationaal park Ängsö
Nationaal park Ängsö (Zweeds: Ängsö Nationalpark) is opgericht in 1909 en is een van de eerste Zweedse nationale parken en tevens een van de eerste Europese nationale parken.
Ängsö ligt in het hart van Roslagen en herbergt veel van de natuur- en cultuurhistorische elementen van deze archipel. Kenmerkend is het oude agrarische landschap met natte hooilanden, weilanden en kleine akkers. De variëteit aan flora en fauna is de resultante van het eeuwenlange traditionele agrarische beheer.

## Vroege geschiedenis
In de Middeleeuwen bestond Ängsö uit twee eilanden die volgens een kaart uit 1639 in gebruik waren als hooiland en weiland. Doordat het land steeg groeiden de eilanden naar elkaar toe en aan het eind van de 18e eeuw was er een eiland gevormd.

## Oprichting nationaal park
Aan het begin van de 20e eeuw werden enkele eiken op het eiland bedreigd. Ivar Afzelius, een belangrijkste Zweedse rechter en daarnaast eigenaar van een zomerhuis op Väringsö. nam stappen om het eiland te beschermen. Naar zijn idee was de vegetatie rijker en minder aangetast dan elders in het gebied en was het door de natuurlijke omstandigheden een zeer bijzonder voorbeeld van een Zweedse eiland-milieu. Hij pleitte ervoor er een nationaal park van te maken, hetgeen in 1909 gebeurde.
Aanvankelijk was er weinig aandacht voor de noodzaak het eiland te beheren. Veel experts geloofden in de begintijd van het park dat de hooilanden van natuurlijke oorsprong waren en meenden dat en beheer met beweiden en hooien schadelijk was. Aanvankelijk werd dit dan ook verboden, met als gevolg dat het gebied verruigde en werd overwoekerd door sparren en struiken.
Pas in de jaren 1930 ontstond het besef dat beheer noodzakelijk was met als gevolg dat een nauwkeurige beheersplan werd gemaakt. Nadat de laatste boer met zijn dieren het eiland had verlaten, verruigde het eiland weer. In de jaren 1950 werd een beheerder aangesteld en werd het oude beheer - met grazers - in de loop van de jaren weer in ere hersteld.

## Ängsö nu
Het hedendaagse beheer is nog steeds gericht op handhaving van het grotendeels gerestaureerde oude agrarische landschap met hooilanden, weilanden en bosschages. Veel van de essen (Fraxinus excelsior) en de linden (Tilia cordata) op Ängsö zijn geknot. Knotten was oorspronkelijk een manier om extra wintervoer voor de dieren te verkrijgen. Het traditionele knotten is enige tijd geleden hervat omdat het de bomen niet alleen een bijzonder vorm geeft maar ook de levensduur van de bomen verlengt.
Op het eiland zijn verschillende boerderijen te vinden. De boerderijen bij de Hemvikenbaai werden in de periode 1805–1825 gebouwd en vervingen de gebouwen uit de jaren 1720. De boerderij Adamstorpet ligt bij de Svartvikenbaai. In 1864 verongelukte de boer, Adam Michelsson, en er circuleren veel verhalen over de manier zijn vrouw en zijn kinderen dit verlies overleefden.

## Vogels en planten
Op het eiland komen veel vogels voor die in bomen nestelen, zoals de bonte vliegenvanger (Ficedula hypoleuca),  de boomklever (Sitta europaea), de zwarte specht (Dryocopus martius), de grote bonte specht (Dendrocopos major), de holenduif (Columba oenas) en de bosuil (Strix aluco).
De Hemvikenbaai herbergt een van de grootste populaties van de fuut (Podiceps cristatus) in Zweden. Ängsö is ook het eiland van de zeearend (Haliaeetus albicilla). 
In de lente en vroege zomer is her eiland rijk aan bloeiende planten. Voorbeelden zijn de sleutelbloem (Primula veris) , de Grote ratelaar (Rhinanthus angustifolius), daslook (Allium ursinum), de pronkerwt (Lathyrus vernus), de bosanemoon (Anemone nemorosa) en de bosgeelster (Gagea lutea).
Bijzonder is verder de weide bij de Norrudden landtong vanwege de grote rijkdom aan de vlierorchis (Dactylorhiza sambucina). Van half mei tot begin juni oogt deze weide als een paars-geel tapijt. Toen men begon met het opruimnen van de houtopslag in de jaren 1960 waren er nog 50 orchideeën, terwijl er nu  meer dan duizend bloeien.

## Toerisme
Het eiland is per veerboot te bereiken die bijna dagelijks vaart vanaf Stockholm in de periode half mei tot medio augustus. Het eiland kan ook met een eigen boot worden aangedaan, hoewel een deel van de oostkust vogelreservaat is waar van 1 februari tot half augustus aanmeren verboden is. Het eiland kan met een gids bezocht worden en wandelen is via gemarkeerde wandelpaden goed mogelijk. Het eiland heeft geen winkels, restaurants of accommodatie.